# Översvämningar i Sverige

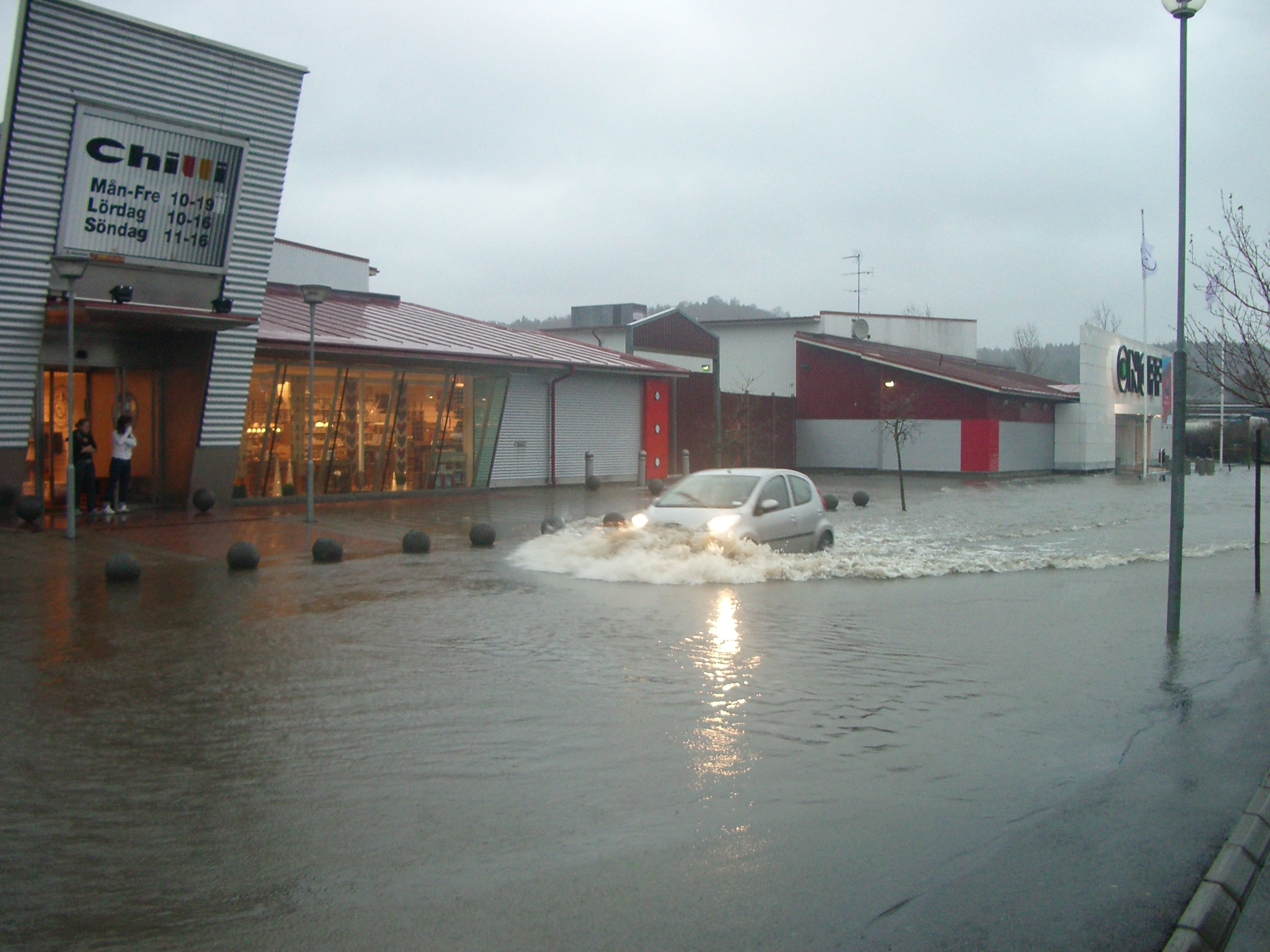
Översvämning i Kållered Köpstad, Göteborg, 2006.

Översvämningar, det vill säga tillstånd då vattennivån stiger så mycket att landområden som normalt är torra hamnar under vatten, är ett av de största årligen återkommande naturkatastroferna i världen. Sverige är relativt förskonat från stora översvämningar och dödsfall i samband med sådana tillstånd är mycket ovanliga. Sverige har dock upplevt ett antal översvämningar vilka medfört stor förödelse och stora kostnader för samhället. I Sverige hänger översvämningarna i regel ihop med stor nederbörd eller avsmältning, vilket gör att sjöar och vattendrag svämmar över. Myndigheten för samhällsskydd och beredskap är den myndighet som ansvarar för preventiva åtgärder mot kommande översvämningar. De har ett flertal förråd med material att användas som översvämningsbarriärer. Vissa kommuner och företag har även lager av sådana material.

## Översvämningar i Sverige
- Stormfloden 1872
- Översvämningarna i Sverige 2000
- Översvämningen i Värmland 2004
- Översvämningen i Göteborg/Mölndal 2006
- Översvämningarna i södra Sverige 2013